# Добршин
Добршин (чеш. Dobršín) је насељено мјесто са административним статусом сеоске општине (чеш. obec) у округу Клатови, у Плзењском крају, Чешка Република.

## Становништво
Према подацима о броју становника из 2014. године насеље је имало 102 становника.

## Галерија
- Бивша основна школа, сада зграда општине
- Сеоски барок
- Каплица
- Центар села